# Areraj
Areraj é um cidade no distrito de Purba Champaran , no estado indiano de Bihar.

## Demografia
Segundo o censo de 2001, Areraj tinha uma população de 20, 245 habitantes. Os indivíduos do sexo masculino constituem 52% da população e os do sexo feminino 48%. Areraj tem uma taxa de literacia de 45%, inferior à média nacional de 59,5%; com 64% para o sexo masculino e 36% para o sexo feminino. 20% da população está abaixo dos 6 anos de idade.